# 北海道道853号田代港町線

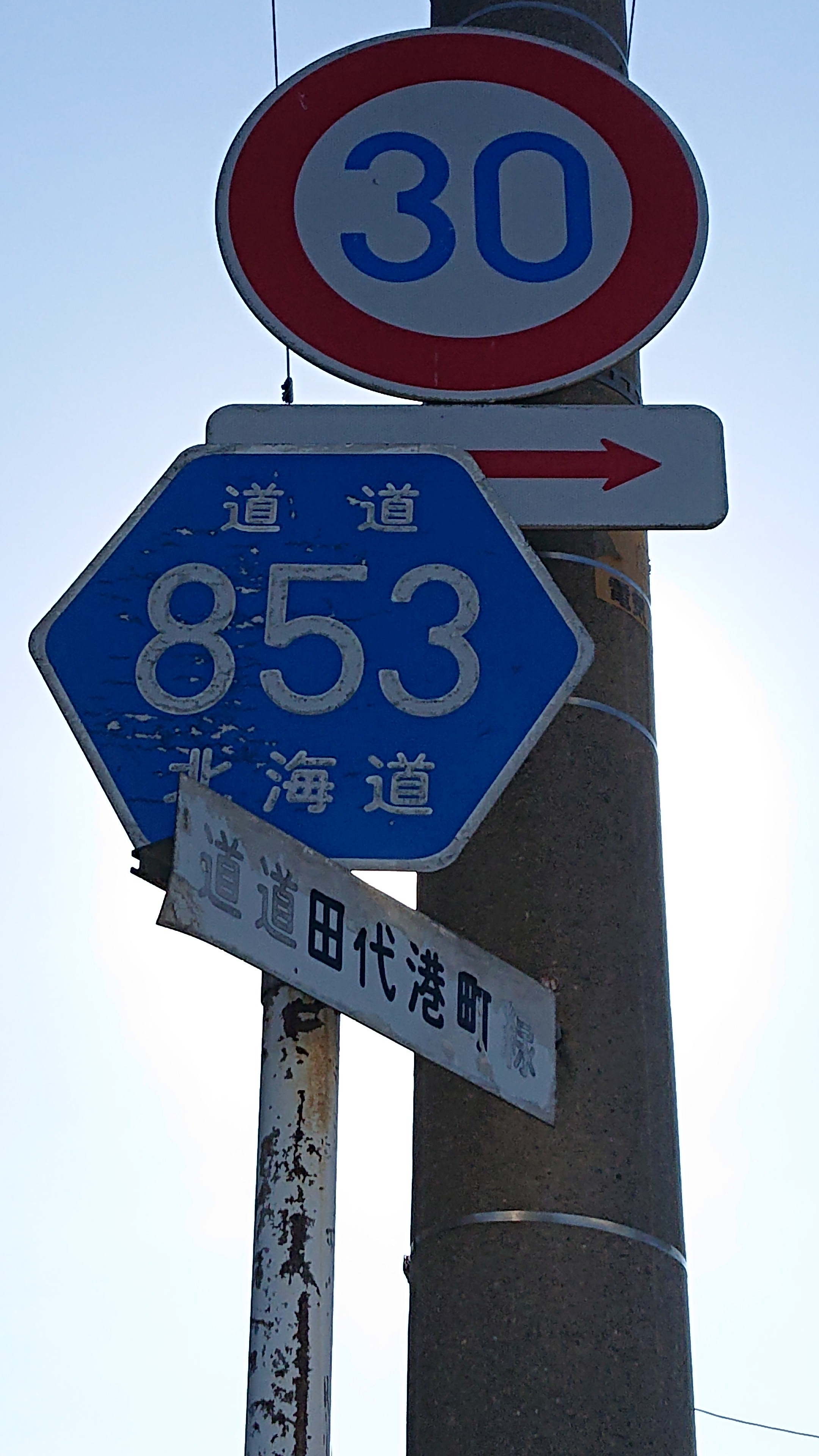
北海道道853号田代港町線

北海道道853号田代港町線（ほっかいどうどう853ごう たしろみなとまちせん）は、北海道留萌郡小平町内を結ぶ一般道道（北海道道）である。

## 概要

### 路線データ
- 起点：北海道留萌郡小平町字鬼鹿田代
- 終点：北海道留萌郡小平町字鬼鹿港町（国道232号交点）
- 総延長：3.888 km
- 実延長：3.879 km
- 重用延長：0.009 km

### 道路管理者
- 留萌振興局 留萌建設管理部 事業課

## 歴史
- 1975年（昭和50年）3月31日 - 路線認定[1]。

## 地理

### 通過する自治体
- 留萌振興局
  - 留萌郡小平町

### 交差する道路
小平町
- 国道232号 - 字鬼鹿港町（終点）

### 沿線にある施設など
小平町
- 小平町立鬼鹿小学校